# Randall J. Bayer
Randall J. Bayer (n. 1950 ) es un botánico estadounidense, que desarrolla actividades académicas en la Universidad de Memphis. Ha trabajado en Australia.
Obtuvo su Ph.D. por la Universidad Estatal de Ohio.

## Algunas publicaciones

### Libros
- gregory t. Chandler, randall j. Bayer. 2000. «Phylogenetic placement of the enigmatic Western Australian genus Emblingia based on rbcL sequences». Plant Species Biology 15: 57–72

- randall j. Bayer, christopher f. Puttock, scot a. Kelchner. 2000. Phylogeny of South African Gnaphalieae (Asteraceae) based on two noncoding chloroplast sequences. Am. J. of Botany. 87: 259-272, p.271 en línea Archivado el 19 de junio de 2013 en Wayback Machine.

- ------------------, j.r. Starr. 1998. Tribal phylogeny of the Asteraceae based on two non-coding chloroplast sequences, the trnL intron and trnL/trnF intergenic spacer. Ann. of the Missouri Botanical Garden 85: 242–256

- ------------------, larry Hufford, douglas e. Soltis. 1996. Phylogenetic Relationships in Sarraceniaceae Based on rbcL and ITS Sequences, en: Systematic Botany 21 ( 2): 121-134

- ------------------. 1989. A Taxonomic Revision of the Antennaria Rosea (Asteraceae: Inulea: Gnapholiinae) Polyploid Complex. Ed. New York Botanical Garden, 60 pp.

- La abreviatura «R.J.Bayer» se emplea para indicar a Randall J. Bayer como autoridad en la descripción y clasificación científica de los vegetales.[2]